# ريتشارد د. جيل
ريتشارد د. جيل (بالهولندية: Richard Gill)‏ هو إحصائي ورياضياتي هولندي، ولد في 11 سبتمبر 1951 في Redhill, Surrey ‏ في المملكة المتحدة.